# Polyphaenis ratisboensis
Polyphaenis ratisboensis är en fjärilsart som beskrevs av Metschl. 1922. Polyphaenis ratisboensis ingår i släktet Polyphaenis och familjen nattflyn. Inga underarter finns listade i Catalogue of Life.